# Toxicodryas blandingii
Toxicodryas blandingii — вид змій родини полозових (Colubridae). Мешкає в Західній і Центральній Африці.

## Поширення і екологія
Toxicodryas blandingii поширені від Сенегалу на схід до Південного Судану і Уганди та на південь до Анголи і Замбії. Вони живуть в сухих і вологих тропічних лісах, в галерейних лісах в саванах, трапляються в садах і на плантаціях. Зустрічаються на висоті до 2200 м над рівнем моря. Живляться дрібними ссавцями, ящірками і птахами. Відкладають яйця, в кладці до 14 яєць.